# Krauthausen (Aachen)
Krauthausen ist eine kleine Ortschaft im südlichen Aachener Stadtbezirk Brand. Sie gehörte bis 1804 zum Pfarrsprengel St. Stephan auf dem Berg. Von 1804 bis 1935 war Krauthausen ein Ortsteil der ehemaligen Gemeinde Büsbach. Mit ihrer Eingemeindung nach Stolberg wurde der Ort aus dem Gemeindeverband gelöst. So gehörte er bis zur Eingliederung in die Stadt Aachen bis 1972 zu der damaligen Gemeinde Brand.
Östlich von der im Münsterländchen liegenden Ortschaft Krauthausen schließt sich in einem Kilometer Entfernung der Stolberger Stadtteil Dorff an. Im Norden liegt Freund, im Süden Kornelimünster, beides Aachener Stadtteile. Westlich von Krauthausen verläuft die Inde.
Typisch für das Straßenbild des Straßendorfs Krauthausen sind die zahlreichen Blausteinhäuser.
Die Buslinie 15 der ASEAG verbindet Krauthausen mit Aachen-Mitte, Aachen-Brand und Stolberg-Breinig.
| Linie | Verlauf |
| ----- | --- |
| 15    | Elisenbrunnen – Aachen Bushof – Kaiserplatz – Josefskirche – Bf Rothe Erde – Forst – Brand – Krauthausen – Dorff – Breinig (– Breinigerberg – Vicht – Fleuth – Mausbach – Diepenlinchen) |